# Dasineura globosa
Dasineura globosa är en tvåvingeart som beskrevs av Maia 1996. Dasineura globosa ingår i släktet Dasineura och familjen gallmyggor. Inga underarter finns listade i Catalogue of Life.